# Nekrolog 1626
Nekrolog
◄◄
| ◄
| 1622
| 1623
| 1624
| 1625
| 1626 | 1627 | 1628 | 1629 | 1630 | ► | ►►
Weitere Ereignisse | Allgemeiner Nekrolog 1626
Die Beschreibung der verstorbenen Person sollte so kurz wie möglich gehalten sein und nur deren signifikante Tätigkeit(en) enthalten.
Neue Namen ggf. auch unter dem Geburts- und Sterbedatum, also etwa unter 1. Januar und im Geburts- und Sterbejahr (2024) eintragen (nur bei entsprechender großer Wichtigkeit). Für Beispiele siehe die schon vorhandenen Artikel.
Außerdem über die fünf zuletzt Verstorbenen, zu denen es einen ausreichend guten Artikel für eine Präsentation auf der Hauptseite gibt, nach der todesbedingten Überarbeitung der Artikel ggf. auch unter Wikipedia Diskussion:Hauptseite informieren und sie am besten auch in den anderen Wikipedia-Sprachversionen eintragen. Tipp: Regelmäßig bei news.google.de nach „ist tot“, „gestorben“ oder „verstorben“ suchen.
Wenn eine Person gestorben ist, gibt es viele Seiten zu dieser Person in der Wikipedia, die davon auch betroffen sind und entsprechend aktualisiert werden müssen. Beispiele: Namenübersichtsseite, Geburtsjahr, Geburtsort-Seiten und viele mehr.
Wie finde ich die betroffenen Seiten?
Im Suchfeld auf der linken Seite gibt man den Suchbegriff so ein: „Vorname Nachname“. Dann klickt man auf Volltext und alle Seiten mit entsprechendem Suchtext werden aufgerufen. Hier sieht man dann schnell, wo auch das Todesjahr Sinn macht oder sogar ein Teil des Artikels angepasst werden muss. Auch hilft das „Werkzeug“ auf der linken Seite sehr gut, um solche Seiten aufzufinden: „Links auf diese Seite“. Somit ist die Wikipedia wieder aktuell in allen Bereichen! Hinweis: bei Eintragung der Kategorie „Gestorben JAHR“ wird der Missbrauchsfilter 49 ausgelöst, was jedoch nicht schlimm ist. Siehe: Spezial:Missbrauchsfilter/49
Dies ist eine Liste von im Jahr 1626 verstorbenen bekannten Persönlichkeiten. Die Einträge erfolgen innerhalb der einzelnen Daten alphabetisch sortiert. Tiere sind im Nekrolog für Tiere zu finden.

## Januar
| Tag        | Name                  | Beruf, bekannt als                                        | Alter | Beleg |
| ---------- | --------------------- | --------------------------------------------------------- | ----- | ----- |
| 7. Januar  | Matthäus Bacmeister   | deutscher Mediziner und Leibarzt                          | 45    |       |
| 9. Januar  | Hans Urban von Closen | bayerischer Erblandesmarschall                            |       |       |
| 10. Januar | Hans Berenberg        | niederländischer Kaufmann und Gründer der Berenberg Bank  | 64    |       |
| 14. Januar | Jakob Fugger          | Fürstbischof von Konstanz                                 | 58    |       |
| 20. Januar | Radu Mihnea           | Herrscher des Fürstentums Walachei sowie Fürst der Moldau |       |       |
| 23. Januar | Decio Carafa          | italienischer Kardinal, Erzbischof von Neapel             |       |       |
| 24. Januar | Samuel Argall         | britisch-amerikanischer Politiker                         |       |       |
| 28. Januar | James Harding         | englischer Flötist und Komponist                          |       |       |

## Februar
| Tag         | Name                                    | Beruf, bekannt als                                                     | Alter | Beleg |
| ----------- | --------------------------------------- | ---------------------------------------------------------------------- | ----- | ----- |
| 1. Februar  | Charles de Choiseul, marquis de Praslin | französischer Adliger, Marschall von Frankreich                        | 63    |       |
| 4. Februar  | Daniel Nebel                            | deutscher Rechtswissenschaftler und Rektor der Universität Heidelberg  |       |       |
| 7. Februar  | Wilhelm V.                              | Herzog von Bayern (1579–1597)                                          | 77    |       |
| 11. Februar | Pietro Cataldi                          | italienischer Mathematiker                                             | 77    |       |
| 20. Februar | John Dowland                            | englischer Komponist der Renaissance                                   |       |       |
| 21. Februar | Odoardo Farnese                         | italienischer römisch-katholischer Geistlicher, Kardinal und Politiker | 52    |       |
| 28. Februar | Cyril Tourneur                          | englischer Dichter und Dramatiker                                      |       |       |

## März
| Tag      | Name                    | Beruf, bekannt als                                                                                     | Alter | Beleg |
| -------- | ----------------------- | --- | ----- | ----- |
| 1. März  | Georg Mylius            | deutscher lutherischer Theologe                                                                        | 58    |       |
| 5. März  | Zacharias Scheffter     | deutscher Philologe, Pädagoge und Hochschullehrer                                                      |       |       |
| 8. März  | Balthasar von Ahlefeldt | Königlicher Rats- und Amtsmann von Flensburg und Rendsburg, Herr auf Kolmar, Drage und Heiligenstedten | 66    |       |
| 11. März | Rudolf Hospinian        | Schweizer evangelischer Geistlicher und Theologe                                                       | 78    |       |
| 11. März | Adolf Schulken          | Generalvikar im Erzbistum Köln                                                                         | 56    |       |
| 19. März | Thomas Merten           | Berggeschworener und Stadtverteidiger von Zellerfeld im Dreißigjährigen Krieg                          |       |       |
| 21. März | Wolfgang Schaller       | deutscher Mediziner                                                                                    | 43    |       |
| 30. März | Thomas von Wickede      | Ratsherr der Hansestadt Lübeck                                                                         |       |       |
| 31. März | Georg Belzar            | deutscher Mediziner und kursächsischer Leibarzt                                                        | 55    |       |

## April
| Tag       | Name                   | Beruf, bekannt als                                              | Alter | Beleg |
| --------- | ---------------------- | --------------------------------------------------------------- | ----- | ----- |
| 3. April  | Florent von Berlaymont | Graf von Lalaing, Graf von Berlaymont, Gouverneur von Luxemburg |       |       |
| 9. April  | Francis Bacon          | englischer Philosoph, Staatsmann und Naturwissenschaftler       | 65    |       |
| 11. April | Marin Getaldić         | kroatischer Wissenschaftler                                     | 57    |       |
| 13. April | Antiveduto Gramatica   | italienischer Maler des Frühbarock                              |       |       |
| 14. April | Gaspare Aselli         | italienischer Anatom                                            |       |       |
| 20. April | Georg Leuschner        | kursächsischer Leibarzt                                         |       |       |

## Mai
| Tag     | Name                              | Beruf, bekannt als                                  | Alter | Beleg |
| ------- | --------------------------------- | --------------------------------------------------- | ----- | ----- |
| 16. Mai | Christian Baum                    | deutscher Theologe und Philologe                    |       |       |
| 17. Mai | Joan Pau Pujol                    | katalanischer Komponist, Organist und Kapellmeister | 55    |       |
| 28. Mai | Thomas Howard, 1. Earl of Suffolk | englischer Politiker                                | 64    |       |
| 31. Mai | Moritz Blum                       | deutscher Mediziner                                 | 29    |       |

## Juni
| Tag      | Name                                    | Beruf, bekannt als                                        | Alter | Beleg |
| -------- | --------------------------------------- | --------------------------------------------------------- | ----- | ----- |
| 3. Juni  | Juan de Oñate                           | spanischer Konquistador, Entdecker und Kolonialgouverneur |       |       |
| 6. Juni  | Salomon de Caus                         | französischer Physiker und Ingenieur                      |       |       |
| 16. Juni | Christian von Braunschweig-Wolfenbüttel | Feldherr im Dreißigjährigen Krieg                         | 26    |       |
| 22. Juni | Gian Gerolamo Campanili                 | italienischer römisch-katholischer Bischof                |       |       |
| Juni     | Samuel Rühling                          | Kantor in Leipzig und Dresden                             |       |       |

## Juli
| Tag      | Name                                | Beruf, bekannt als                                                                | Alter | Beleg |
| -------- | ----------------------------------- | --------------------------------------------------------------------------------- | ----- | ----- |
| 1. Juli  | Vollrad von Krosigk                 | Gutsherr                                                                          |       |       |
| 5. Juli  | Sigismund Badehorn                  | deutscher lutherischer Theologe                                                   | 41    |       |
| 5. Juli  | Stefan Fadinger                     | Bauer und Anführer der aufständischen Bauern im oberösterreichischen Bauernkrieg  |       |       |
| 7. Juli  | Johann Caspar Odontius              | deutscher Astronom, Mathematiker und Kalendermacher                               | 45    |       |
| 13. Juli | Robert Sidney, 1. Earl of Leicester | adeliger Staatsmann des Elisabethanischen und Jakobinischen Zeitalters in England | 62    |       |
| 15. Juli | Isabella Brant                      | erste Frau von Peter Paul Rubens                                                  |       |       |
| 18. Juli | Christoph Zeller                    | Oberhauptmann im Oberösterreichischen Bauernkrieg (1626)                          |       |       |
| 19. Juli | Elisabeth von Dänemark              | Herzogin von Braunschweig-Wolfenbüttel                                            | 52    |       |
| 27. Juli | Ludwig V.                           | Landgraf von Hessen-Darmstadt                                                     | 48    |       |
| 28. Juli | Henning Dedekind                    | deutscher Komponist                                                               | 63    |       |

## August
| Tag        | Name                                | Beruf, bekannt als | Alter | Beleg |
| ---------- | ----------------------------------- | --- | ----- | ----- |
| 5. August  | Johann Jakob von Grünthal           | österreichisch-deutscher Adeliger, Hofkriegsrat und General-Commissarius der sächsischen Kurfürsten und Kommandant von Sangerhausen |       |       |
| 11. August | Giovanni Cavaccio                   | italienischer Komponist und Kapellmeister                                                                                           |       |       |
| 13. August | Maria von Braunschweig-Wolfenbüttel | Herzogin von Sachsen-Lauenburg | 60    |       |
| 13. August | Johannes Winckelmann                | deutscher lutherischer Theologe |       |       |
| 14. August | Nikolaus Rebhan                     | deutscher Theologe, Chronist und kirchlicher Beamter                                                                                | 55    |       |
| 16. August | Wolfgang Heider                     | deutscher Ethnologe und Politikwissenschaftler, Universitätsrektor in Jena                                                          | 67    |       |
| 21. August | Vitus Müller                        | deutscher evangelischer Theologe und Philologe sowie Hochschullehrer                                                                | 65    |       |
| 22. August | Alessandro Orsini                   | italienischer Kardinal der Römischen Kirche                                                                                         |       |       |
| 25. August | Zacharias Brendel der Ältere        | deutscher Philosoph, Naturforscher und Mediziner                                                                                    | 72    |       |
| 27. August | Justin Bertuch                      | deutscher Pädagoge | 62    |       |
| 27. August | Hans Philipp Fuchs von Bimbach      | dänischer General im Dreißigjährigen Krieg                                                                                          |       |       |
| 27. August | Philipp von Hessen-Kassel           | nichtregierender Landgraf von Hessen-Kassel, Obrist                                                                                 | 21    |       |
| 27. August | Sievert von Pogwisch                | deutscher Adliger, Diplomat und Klosterprobst zu Uetersen                                                                           |       |       |
| 31. August | Johann Trygophorus                  | deutscher Historiker und Philologe                                                                                                  |       |       |

## September
| Tag           | Name                                   | Beruf, bekannt als                                                             | Alter | Beleg |
| ------------- | -------------------------------------- | ------------------------------------------------------------------------------ | ----- | ----- |
| 2. September  | Jean-Baptiste d’Ornano                 | französischer Adliger, Militär und Höfling                                     | 45    |       |
| 4. September  | Leopold von Stralendorf                | Oberamtmann für das Eichsfeld, Kaiserlicher Geheimer Rat und Reichsvizekanzler |       |       |
| 17. September | Johann Schweikhard von Cronberg        | Erzbischof und Kurfürst von Mainz (1604–1626)                                  | 73    |       |
| 18. September | Daniel Bidembach                       | deutscher lutherischer Theologe                                                |       |       |
| 19. September | Andrés de Claramonte                   | spanischer Schauspieler und Theaterautor                                       |       |       |
| 22. September | Aodh Mac Cathmhaoil                    | irischer Theologe und Erzbischof, Franziskaner                                 |       |       |
| 22. September | Martin Rümelin                         | deutscher Rechtswissenschaftler                                                | 40    |       |
| 25. September | Lancelot Andrewes                      | englischer Geistlicher, Theologe und Bischof von Winchester                    | 71    |       |
| 25. September | Mikuláš Dačický z Heslova              | tschechischer Dichter                                                          | 70    |       |
| 25. September | Théophile de Viau                      | französischer Schriftsteller                                                   |       |       |
| 28. September | François de Bonne, duc de Lesdiguières | französischer Heerführer, Connétable, Pair und Marschall von Frankreich        | 83    |       |
| 30. September | Nurhaci                                | mandschurischer Herrscher                                                      |       |       |

## Oktober
| Tag         | Name                              | Beruf, bekannt als                                                               | Alter | Beleg |
| ----------- | --------------------------------- | -------------------------------------------------------------------------------- | ----- | ----- |
| 2. Oktober  | Diego Sarmiento de Acuña          | spanischer Botschafter in London                                                 | 58    |       |
| 7. Oktober  | Paul Bril                         | niederländischer Maler                                                           |       |       |
| 7. Oktober  | Rupert Erythropel                 | deutscher lutherischer Theologe, Stammvater der hannoverschen Familie Erythropel |       |       |
| 10. Oktober | Abraham Schadaeus                 | deutscher Philologe und Schulmann                                                |       |       |
| 16. Oktober | Joost Hals                        | niederländischer Maler                                                           |       |       |
| 16. Oktober | Johann Osiander                   | deutscher evangelischer Theologe                                                 | 62    |       |
| 17. Oktober | Friedrich Vischlin                | deutscher Baumeister                                                             |       |       |
| 20. Oktober | William Cockayne                  | britischer Händler und Politiker                                                 |       |       |
| 24. Oktober | Agnes Magdalene von Anhalt-Dessau | Landgräfin von Hessen-Kassel                                                     | 36    |       |
| 29. Oktober | Ferdinando Gonzaga                | zweiter Sohn des Herzogs Vincenzo I. Gonzaga von Mantua                          | 39    |       |
| 30. Oktober | Willebrord van Roijen Snell       | niederländischer Astronom und Mathematiker                                       | 46    |       |
| 30. Oktober | Johann Textor                     | deutscher Jurist und Historiker                                                  | 44    |       |
| Oktober     | François Béroalde de Verville     | französischer Renaissance-Schriftsteller, Dichter und Intellektueller            | 70    |       |

## November
| Tag          | Name                          | Beruf, bekannt als                                            | Alter | Beleg |
| ------------ | ----------------------------- | ------------------------------------------------------------- | ----- | ----- |
| 18. November | Georg Erasmus von Tschernembl | Calvinist und Wortführer der Stände in Österreich ob der Enns | 59    |       |
| 21. November | Anna Maria von Hessen-Kassel  | Gräfin von Nassau-Saarbrücken                                 | 59    |       |
| 25. November | Edward Alleyn                 | englischer Schauspieler                                       | 60    |       |
| 29. November | Anna von Fürstenberg          | Äbtissin des Klosters Oelinghausen                            |       |       |
| 29. November | Peter Ernst II. von Mansfeld  | Heerführer im Dreißigjährigen Krieg                           |       |       |

## Dezember
| Tag          | Name                                | Beruf, bekannt als                                      | Alter | Beleg |
| ------------ | ----------------------------------- | ------------------------------------------------------- | ----- | ----- |
| 6. Dezember  | Johann Ernst I.                     | Herzog von Sachsen-Weimar                               | 32    |       |
| 7. Dezember  | Martin Pasche                       | deutscher Jurist und Bürgermeister von Berlin           | 60    |       |
| 9. Dezember  | Salomon de Brosse                   | französischer Architekt                                 |       |       |
| 10. Dezember | Hans Friedrich Göler von Ravensburg | Reichsritter                                            | 61    |       |
| 10. Dezember | Edmund Gunter                       | englischer Mathematiker und Astronom                    |       |       |
| 15. Dezember | Adriaen de Vries                    | niederländischer Bildhauer                              |       |       |
| 28. Dezember | Juraj Zrinski                       | Ban von Kroatien aus dem Hause Zrinski                  | 27    |       |
| 29. Dezember | Balthasar Meisner                   | deutscher evangelisch-lutherischer Theologe und Ethiker | 39    |       |
| 31. Dezember | Apollonia Radermecher               | deutsche Ordensgründerin                                | 55    |       |

## Datum unbekannt
| Tag | Name                              | Beruf, bekannt als                                                         | Alter | Beleg |
| --- | --------------------------------- | -------------------------------------------------------------------------- | ----- | ----- |
|     | Kaspar Alexius                    | Schweizer reformierter Pfarrer und Theologe                                |       |       |
|     | Malik Ambar                       | indischer Peshwa äthiopischer Herkunft                                     |       |       |
|     | Johannes Bach                     | Stadtpfeifer, Sohn des Veit Bach                                           |       |       |
|     | Hans Brentel der Jüngere          | schwäbischer Kartenmaler und Musikant                                      | 48    |       |
|     | Agustín del Castillo              | spanischer Maler                                                           |       |       |
|     | John Cooper                       | englischer Musiker und Komponist                                           |       |       |
|     | Octave Isnard                     | französischer Bischof                                                      |       |       |
|     | Johannes Krocker                  | deutscher Kapellmeister und Komponist                                      |       |       |
|     | Dietrich Meuss                    | flämischer Maler                                                           |       |       |
|     | Niall Garbh Ó Domhnaill           | Mitglied des O’Donnell-Clans von Donegal                                   |       |       |
|     | Jacob Niehoff                     | niederländischer Orgelbauer                                                |       |       |
|     | Hans Nielsen                      | dänischer Komponist                                                        |       |       |
|     | Henning von der Osten             | Landrat im Herzogtum Pommern-Wolgast                                       |       |       |
|     | Martin Pansa                      | deutscher Arzt und Gesundheitsaufklärer                                    |       |       |
|     | Augustinus Plattner               | deutscher Komponist                                                        |       |       |
|     | Martin Pring                      | englischer Seefahrer, Entdecker und Kommandant, Expedition nach Neuengland |       |       |
|     | Samuel Purchas                    | Geistlicher und Schriftsteller                                             |       |       |
|     | William Rowley                    | englischer Schauspieler und Dramatiker                                     |       |       |
|     | Oseas Schadaeus                   | lutherischer Geistlicher und Chronist im Elsass                            |       |       |
|     | Daniel Selichius                  | deutscher Komponist und Kapellmeister                                      |       |       |
|     | John Spilman                      | deutsch-englischer Unternehmer, Papierfabrikant und Juwelier               |       |       |
|     | Taglung Shabdrung Ngawang Namgyel | 17. Abt des Taglung-Klosters, Verfasser des stag lung chos 'byung          |       |       |
|     | Johannes Titelius                 | deutscher evangelisch-lutherischer Geistlicher und Dramatiker              |       |       |
|     | Christoph Walther IV              | deutscher Bildhauer der Renaissance                                        |       |       |
|     | Gerrit Jacobsz Witsen             | Bürgermeister von Amsterdam, Händler                                       |       |       |